# Míchel
Pour les articles homonymes, voir Michel.
González  Martín del Campo est un nom espagnol. Le premier nom de famille, en général paternel, est González ; le second, en général maternel, souvent omis, est Martín del Campo.
José Miguel González Martín del Campo, surnommé Míchel (né le 23 mars 1963 à Madrid, Espagne) est un footballeur espagnol reconverti en entraîneur qui a joué au poste de milieu offensif droit.
Doué d'une qualité de centre remarquable, il a aussi marqué un nombre important de buts. Au cours de sa carrière, il a principalement joué sous les couleurs du Real Madrid, son club formateur, remportant de nombreux titres et a fait partie de la fameuse Quinta del Buitre.

## Biographie

### Carrière en club
Fils d'un footballeur qui avait dû se retirer du monde du football à cause d'un accident de la route, Míchel rejoint le Real Madrid à l'âge de treize ans, démontrant d'excellentes capacités techniques et physiques, et gravit peu à peu les échelons du club. Tout en continuant de jouer pour le Castilla, l'équipe réserve du club, il fait sa première apparition avec l'équipe première du Real au cours de la saison 1981-1982 contre le CD Castellón et inscrit un but.
Après avoir aidé le Castilla jusqu'en 1984, il devient au fur et à mesure des années un cadre important de l'équipe première du Real Madrid et fait partie de la fameuse Quinta del Buitre avec Emilio Butragueño, Miguel Pardeza, Manolo Sanchís et Rafael Martín Vázquez. De 1985 à 1994, il n'a ainsi jamais disputé moins de 31 rencontres de championnat au cours d'une saison. Il est ainsi un des joueurs importants ayant permis, au cours de ces années, au Real de remporter cinq championnats consécutifs de 1986 à 1990 et deux Coupe UEFA consécutives en 1985 et 1986.
En 1989, Míchel annonce son départ du Real Madrid pour un club italien. Ce départ ne survient finalement pas et il reste au Real jusqu'en 1996. Lors de son avant-dernière saison, il souffre d'une grave blessure au genou qui lui fait manquer la majeure partie de la saison 1994-95. Il réalise cependant une excellente dernière saison au Real après laquelle il part pour le club mexicain de l'Atlético Celaya où son ancien coéquipier, Butragueño jouait déjà. Il prend finalement sa retraite sportive la saison suivante.
Sa carrière ne s'est pas déroulée sans incident. En 1988, il a notamment été touché par une bouteille alors qu'il était sur le terrain. En 1991, il a été condamné par l'UEFA pour avoir déconcentré de manière peu conventionnelle le Colombien Carlos Valderrama lors d'un match contre le Real Valladolid en lui touchant les parties génitales.

### Carrière en sélection
Míchel fait ses débuts pour la sélection espagnole le 20 novembre 1985 contre l'Autriche. Au cours de sa carrière internationale, de 1985 à 1992, Míchel représente 66 fois l'Espagne pour un total de 21 buts.
Il participe à la Coupe du monde 1990 en Italie, inscrivant notamment un coup du chapeau lors du second match de la compétition de l'Espagne contre la Corée du Sud (3-1) et également un pénalty contre la Belgique au match suivant.
Après l'arrivée de Javier Clemente à la tête de la sélection, il est mis de côté et n'est plus jamais appelé, alors qu'il n'a pourtant que 29 ans. Toutes catégories confondues, Míchel a représenté exactement 97 fois son pays.

### Carrière d'entraîneur
Par la suite, Míchel travaille comme commentateur sportif à la RTVE, notamment pour la Coupe du monde 1994, et écrit des articles pour le quotidien madrilène Marca.
Lors de l'été 2005, il est nommé entraîneur du Rayo Vallecano et l'année suivante, il retourne dans son club formateur s'occuper de la formation et devient également entraîneur du Real Madrid Castilla, où il entraîne notamment l'un de ses fils, Adrián. Sous sa direction, le Castilla est relégué en troisième division et il est mis à l'écart à la suite de désaccords avec le président du club, Ramón Calderón.
Le 27 avril 2009, Míchel est nommé entraîneur du club madrilène du Getafe CF jusqu'à la fin de la saison en remplacement de Víctor Muñoz. Grâce à lui, le club évite la relégation lors de la dernière journée. La saison suivante, le club réussit la meilleure saison de son histoire, terminant à la sixième place du championnat. La saison 2010-2011 est plus compliquée, le club terminant seizième de la Liga. Il quitte le club à l'issue de la saison.
Le 6 février 2012, il devient le nouvel entraîneur du Séville FC, en remplacement de Marcelino, ce dernier ayant été limogé. Le club termine la saison 2011-2012 à la 9e place du championnat. La saison suivante, à la suite des mauvais résultats du club lors de la première moitié de championnat, il est licencié le 14 janvier 2013.
Le 1er février 2013, il est embauché par le club de l'Olympiakos avec qui il remporte le championnat grec à deux reprises ainsi que la Coupe de Grèce. Il emmène aussi l'Olympiakos en huitièmes de finale de la Ligue des champions 2013-2014 où ils sont éliminés par Manchester United. Le 6 janvier 2015, il est démis de ses fonctions, en raison de mauvaises relations avec le conseil d'administration.
Le 19 août 2015, Míchel signe un contrat de deux ans avec l'Olympique de Marseille où il succède à Marcelo Bielsa, démissionnaire à l'issue du premier match de la saison 2015-2016. Il remporte son premier match sur le score de six buts à zéro contre l'ES Troyes au Stade Vélodrome et permet à l'OM de remporter son premier match de la saison après deux défaites. La suite de la saison est bien plus compliquée, le club connait une importante disette à domicile en championnat, n'ayant remporté que deux matchs dans son antre. Lors de la trêve hivernale, Marseille est dixième de Ligue 1 et l'apport technique de Michel est remis en cause, son équipe offrant peu de spectacle, apparaissant désorganisée offensivement et faible défensivement, sans dégager d'identité de jeu spécifique. Malgré une qualification en demi-finales de Coupe de France, le mois de mars est particulièrement pénible, son équipe enchainant 3 matchs nuls puis un lourd revers cinq buts à deux à domicile face au stade rennais. La trêve internationale ne lui permet pas de trouver de solutions, l'OM s'inclinant à Furiani début avril, Michel est exfiltré directement après le match vers Zürich où une réunion doit se tenir entre lui, Vincent Labrune, Margarita Louis-Dreyfus, Igor Levin et Franck Passi. Au terme de celle-ci, il est maintenu dans ses fonctions jusqu'au terme de la saison par la propriétaire du club alors qu'il est à six points de la zone de relégation. Deux semaines plus tard, le 19 avril 2016, au surlendemain d'une nouvelle défaite à Monaco, il est démis de ses fonctions.
Le 7 mars 2017, il est recruté par Málaga CF qui lutte pour le maintien en D1. Le technicien apporte rapidement son savoir-faire, élu meilleur entraîneur du championnat en avril, il sauve le club d'une probable relégation en seulement deux mois et obtient quelques victoires de prestige comme celle contre le FC Barcelone (2-0) à domicile .

La saison suivante est plus délicate. Il est limogé le 13 janvier 2018 alors que le club occupe une place de relégable (11 points après 19 journées). Il est remplacé par José González.
Après un peu plus d'un an passé au Mexique, il quitte les Pumas UNAM pour des raisons personnelles.
Le 27 mai 2021, il revient à Getafe en paraphant un contrat de deux saisons. Quatre mois plus tard, le 4 octobre, le club le remercie après seulement huit matchs à la tête de l'équipe qui pointe à la dernière place au moment de l'annonce de son renvoi.
Le 21 septembre 2022, il retourne dans le club Grec de l'Olympiakos puisqu'il a déjà entrainé l'équipe entre 2013 et 2015. La durée de son contrat n'a pas été communiquée.
Le 3 avril 2023, il annonce sa démission auprès de sa direction, malgré une série de sept matchs sans défaite.

### Beach soccer
En 1998, Míchel participe avec l'équipe d'Espagne de beach soccer au Championnat d'Europe de beach soccer.

## Palmarès

### Palmarès de joueur
Il se crée un palmarès important avec son club formateur du Real Madrid, remportant notamment la Coupe UEFA à deux reprises en 1985 et 1986. 
Au niveau national, il est champion d'Espagne à six reprises en 1986, 1987, 1988, 1989, 1990 et 1995 et deux fois vice-champion en 1992 et 1993. 
Il joue quatre finale de coupe d'Espagne, remportant la compétition à deux reprises en 1989 et 1993 et s'inclinant deux fois en 1990 et 1992. Il joue cinq supercoupe d'Espagne remportant les éditions 1988, 1989, 1990 et 1993 mais s'inclinant en 1995 et remporte la coupe de la ligue en 1985.

### Distinctions personnelles
Sur le plan individuel, il remporte le Prix Don Balón, récompensant le meilleur joueur espagnol en 1986 et se classe 4e du Ballon d'or 1987. Il est également le meilleur buteur de la Ligue des champions de l'UEFA en 1988 avec quatre réalisations.

### Palmarès d’entraîneur
Il remporte ses premiers titres en tant qu’entraîneur avec l'Olympiakos en étant deux fois champion de Grèce en 2013 et 2014 et remportant la coupe de Grèce en 2013.
Il est élu entraîneur du mois d'Avril 2017 en Liga.